# Odporność immunologiczna
Odporność – zestaw wszystkich mechanizmów biorących udział w wytworzeniu odpowiedzi odpornościowej. W znaczeniu bardziej ogólnym oznacza zdolność do czynnej i biernej ochrony organizmu przed patogenami.
Badaniem odporności zajmuje się immunologia.
Wytwarzanie i wzmacnianie odporności sztucznie poprzez szczepienia profilaktyczne lub stosowanie surowic odpornościowych, by organizm mógł zachowywać odporność, wymaga co pewien czas powtarzanie tych zabiegów medycznych.
Zależnie od przyjętych kryteriów można wyróżnić następujące typy odporności:
- odporność nieswoista:
  - bierna
  - czynna
- odporność swoista:
  - bierna
    - naturalna
    - sztuczna

  - czynna
    - naturalna
    - sztuczna

  - komórkowa

Bierna nieswoista część odporności, zwana czasem opornością zależy głównie od budowy i funkcji barier jak: skóra i błony śluzowe. Dlatego należy pamiętać, że oporność jest aktem biernym, w który nie jest zaangażowany układ immunologiczny. Termin oporność i odporność są często ze sobą mylone.
Za aktywną (czynną) część odporności odpowiada głównie układ immunologiczny zapewniając zdolność organizmu do rozpoznawania elementów należących do własnego, jak i obcego organizmu, oraz eliminowanie tych ostatnich.
Do wyznaczników oporności nieswoistej biernej należą:
- występowanie niskiego pH na powierzchni skóry (pH 3-5), w pochwie (przez wytwarzanie kwasu mlekowego) oraz żołądku (przez wytwarzanie kwasu solnego),
- występowanie bakteriobójczych składników wydzielin, na przykład lizozym w łzach lub interferon we krwi, laktoferyna w mleku podczas laktacji, ślinie, łzach, siarze.

Do wyznaczników oporności nieswoistej czynnej należą:
- gwałtowne reakcje oczyszczające drogi oddechowe i pokarmowe, m.in. kaszel, kichanie, wymioty, biegunka,
- podwyższona temperatura ciała i przyspieszony metabolizm,
- fagocytoza.

Odpowiedzialne za odporność swoistą czynną są wytworzone przez organizm:
- limfocyty B, które w wyniku kontaktu z antygenem ulegają aktywacji i przekształceniu w plazmocyty,
- przeciwciała, czyli inaczej immunoglobuliny, które mają zdolność do swoistego wiązania się z antygenem,
- limfocyty T, które dojrzewają w grasicy, gdzie nabywają zdolności do odporności immunologicznej.

Natomiast odporność swoista bierna polega na posiadaniu limfocytów B i T oraz przeciwciał, pochodzących spoza organizmu – w odporności swoistej biernej naturalnej źródłem tych czynników obronnych jest krew matki, przekazującej je dziecku przez łożysko, natomiast w odporności swoistej biernej sztucznej ich źródłem jest podana surowica.

## Wzmacnianie odporności
Obniżona reaktywność układu immunologicznego jest przyczyną wzrostu częstości zachorowań oraz nietypowego, cięższego przebiegu wielu infekcji. Może to mieć miejsce w sezonach zwiększonej podatności na infekcje górnych dróg oddechowych, kiedy organizm jest szczególnie narażony na działanie chorobotwórczych drobnoustrojów. Prewencja w tym zakresie polega na czynnej immunizacji sztucznej organizmu: zastosowaniu odpowiedniej szczepionki lub
immunomodulacji organizmu za pomocą suplementów diety. Środki stosowane w procesie immunomodulacji (tzw.
immunomodulatory) aktywizują mechanizmy odporności nieswoistej (np. stymulacja procesu fagocytozy przez β-glukany, hamowanie adsorpcji patogenów do komórek gospodarza przez proteinę laktoferynę i inne). W wyniku ich działania dochodzi do regulacji odpowiedzi zapalnej organizmu, a w konsekwencji spadku liczby infekcji, złagodzenia ich przebiegu.